# Red Hat Enterprise Linux
Red Hat Enterprise Linux (RHEL) er et styresystem, og en kommerciel Linux-distribution fra Red Hat, Inc., der er opstået i efteråret 2003, da Red Hat, Inc. opdelte deres Linux-distribution i en betalingsversion, Red Hat Enterprise Linux, og en gratis version, Fedora Core. Fedora Core brugte de til at teste forskellige ting af i, så de kunne være sikre på at det var stabilt nok til at komme i RHEL.

## Versioner
- RHEL3 (Taroon), 22. oktober 2003
  - RHEL 3.1, 16. januar 2004
  - RHEL 3.2, 18. maj 2004
  - RHEL 3.3, 3. september 2004
  - RHEL 3.4, 21. december 2004
  - RHEL 3.5, 20. maj 2005
  - RHEL 3.6, 28. september 2005
  - RHEL 3.7, 15. marts 2006
- RHEL4 (Nahant), 15. februar 2005
  - RHEL 4.1, 9. juni 2005
  - RHEL 4.2, 5. oktober 2005
  - RHEL 4.3, 7. marts 2006
- RHEL5, 14. marts 2007
  - RHEL 5.1, 8. november 2007
  - RHEL 5.2, 21. maj 2008

## RHEL Kloner
I starten, dengang RHEL bare hed Red Hat Linux, var Red Hat-distributionen gratis, for alle der gad hente den. Men så begyndte Red Hat at tage penge for support, og den begyndte at blive opdelt i RHEL, som satsede på stabilitet og support, og Fedora Core, som der ikke var support på.
Så var der nogen der ikke gad betale, men stadig ønskede et stabilt system baseret på Red Hat og ud af det kom et par distributioner, blandt andet CentOS, White Box Linux og Pie Box Linux

## Ekstern kilde/henvisning
- Red Hat Enterprise Linux på DistroWatch